# Shinobius orientalis
Shinobius orientalis is een spinnensoort in de taxonomische indeling van de Trechaleidae.
Het dier behoort tot het geslacht Shinobius. De wetenschappelijke naam van de soort werd voor het eerst geldig gepubliceerd in 1967 door T. Yaginuma.